# Plöcking (Gemeinde Sankt Martin im Mühlkreis)
Plöcking ist ein Ortsteil der oberösterreichischen Marktgemeinde Sankt Martin im Mühlkreis. Der Ortsname Plöcking erklärt sich aus der ehemaligen Flurbezeichnung am bloßen (pleckigen) Stein und weist damit schon von jeher auf die Steingewinnung hin. Die Einschichthöfe (Aichinger, Pühringer, Bauer zu Hart) gehen auf eine frühe Besiedlung etwa um 1000 zurück. Plöcking entsteht mit der Gewinnung des Granites zur Zeit der gotischen Bauhütten (Burgenbau Schloss Neuhaus an der Donau) im 14. Jahrhundert. Wirtschaftliche Bedeutung erlangt Plöcking durch den Ausbau der Granitwerke ab 1869 und unter Poschacher ab 1876. Von den rund 20 Steinbrüchen sind zurzeit noch zwei Großbrüche in Betrieb.